# Baranów (gmina, Grande-Pologne)
Pour les articles homonymes, voir Baranów.
Baranów [baˈranuf] est une commune rurale de la Voïvodie de Grande-Pologne et du powiat de Kępno. Elle se situe à environ 3 kilomètres au sud-est de Kępno et à 147 kilomètres au sud-est de la capitale régionale Poznań.
La commune compte 7 495 habitants en 2006.